# 強行軍型電気機関車
強行軍型電気機関車 (きょうこうぐんがたでんききかんしゃ、朝鮮語: 강행군) とは、朝鮮民主主義人民共和国鉄道省が平義線などの主要幹線で運用している貨物列車用電気機関車。ソヴィエト連邦製の電気式ディーゼル機関車であるM62形を、金鍾泰電気機関車連合企業所が直流3000Vに対応した電気機関車に改造したものである。

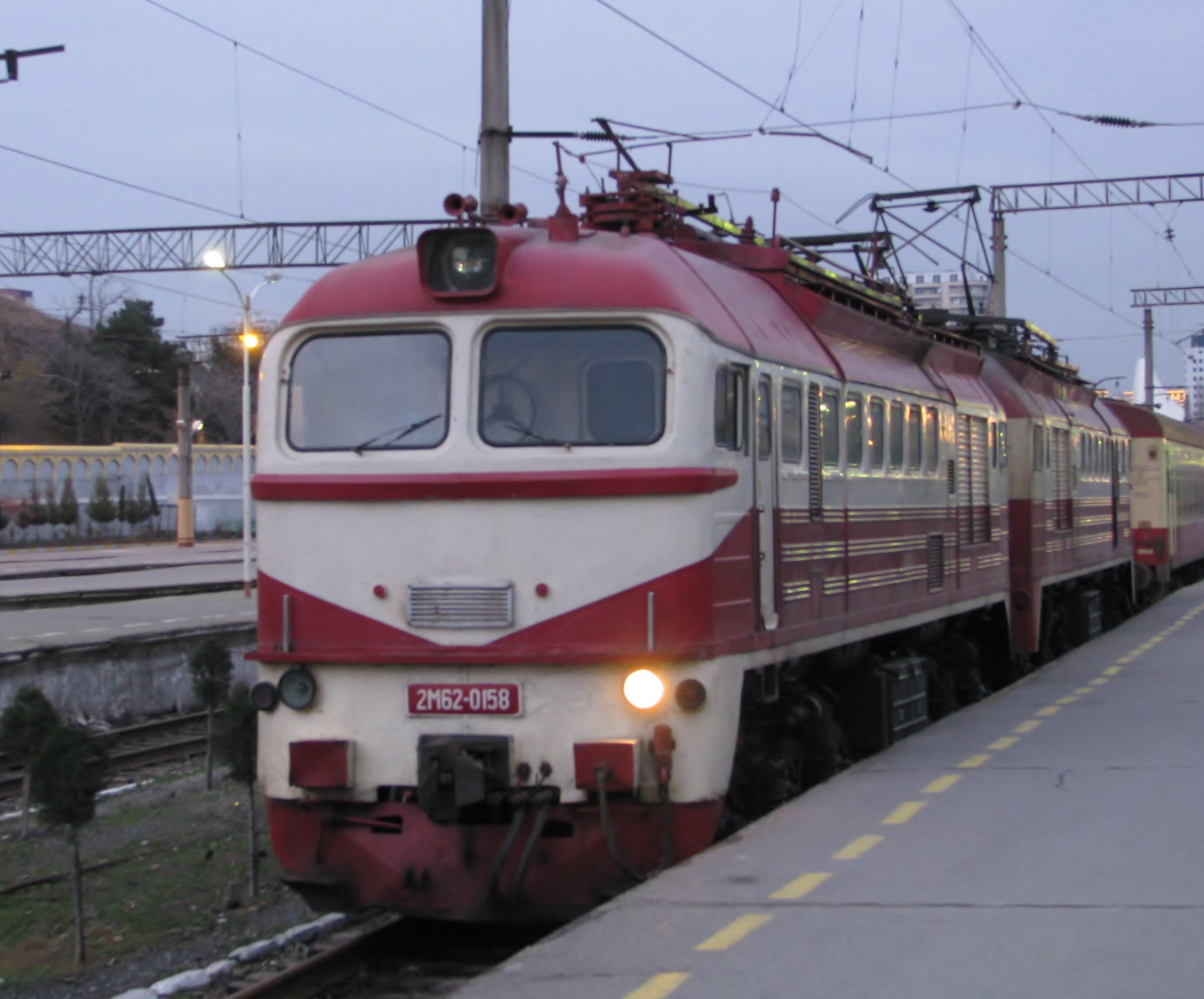
アゼルバイジャン鉄道によって電気運転に改造されたM62型ディーゼル機関車。北朝鮮のカンヘングン級改造機関車と非常によく似ている。

同様の改造は他国でも行われており、例えばアゼルバイジャン鉄道ではM62形の2車体連接型である2M62形のうち1両を、VL8形電気機関車の部品を用いて電気機関車に改造して運用している。また、ポーランドにおいても同様の改造が行われている。

## 概要
1990年代の北朝鮮は苦難の行軍として知られる深刻な経済危機に見舞われており、1995年と1996年の立て続けに起きた水害、1997年の干ばつはただでさえ不振にあえぐ北朝鮮経済をさらに悪化させた。
深刻な経済危機はディーゼル機関車の運用に必要な燃料の入手も困難にした。一方電力に関しては、数年間にわたる集中対策を行い、ある程度電力供給が改善されていた。このような状況下で北朝鮮鉄道省は、保有するディーゼル機関車を電気機関車に改造する方針を打ち出し、これに基づいて改造されたのが本形式であった。なお、本形式の「強行軍」は苦難の行軍にちなんだものである。 
1998年、金鍾泰電気機関車連合企業所は北朝鮮鉄道省が保有するディーゼル機関車のうち、特に老朽化が進行していたM62形を対象に電気機関車化改造を開始した。改造メニューは以下の通り。
- ディーゼルエンジン及び燃料タンク、その他の不要となる機器の撤去
- 屋根上へのパンタグラフ設置
- ディーゼルエンジン等の撤去により生じたスペースを利用し、パンタグラフからの電力を主電動機へ供給するための変圧器及び関連機器の設置

これらの改造の結果、本形式はディーゼル機関車時代と比べて大幅に軽量化され、特大型路面電車のような走行音を発するようになった。また、機関出力は改造前と同等の1,470キロワット (1,970 hp) を確保しているため、電化区間においてはディーゼル機関車と区別することなく同様の運用に就くことが可能である。
少なくとも23両の本形式が存在することが分かっており、このうち21両は強行軍1.5-01から強行軍1.5-21 (「1.5」は5月1日のメーデーに由来するものとされる) の番号が付与されている。そのうち1両の強行軍1.5-13号機は改造元の種車が判明しており、内燃632号機から改造された。
なお、「1.5-xx」の番号を名乗っていない車両が2両存在し、これまでに309号機 (濃緑に白塗装) と399号機 (濃青に白塗装) が確認されている。これら2両は「1.5-xx」系列とは明らかに異なる特徴を有しており、M62形を金鍾泰電気機関車連合企業所がリバースエンジニアリングの上でコピー生産した金星型ディーゼル機関車の特徴を有している。